# Hugh de Cressingham

Escudo de armas de Hugh de Cressingham

Hugh de Cressingham (fallecido el 11 de septiembre de 1297) fue el tesorero inglés de la administración de Escocia entre 1296-97. Era odiado por los escoceses y no parecía muy apreciado incluso por los propios ingleses. Fue asesor de John de Warenne, sexto conde de Surrey en la Batalla de Stirling Bridge. Sugirió un ataque a gran escala a través del puente, lo que le costó la batalla a los ingleses y su propia vida.
Según la leyenda, su cuerpo fue desollado por los escoceses como había desollado a prisioneros de guerra escoceses, y William Wallace hizo un cinturón para espada de su piel.